# هنري كلاي وورك
كان هنري كلاي وورك (بالإنجليزية: Henry Clay Work) (1 أكتوبر 1832، ميدلتاون - 8 يونيو 1884، هارتفورد) كاتب أغاني وملحنًا أمريكيًا في منتصف القرن التاسع عشر. كانت مساهماته الموسيقية للاتحاد في الحرب الأهلية هي أكثر ما اشتهر به - الأغاني التي توثق شدائد العبودية ومصاعب حياة الجيش وانتصارات الشمال في الصراع. إضافةً إلى ذلك، تركت قصائده العاطفية التي روّج بعضها لحركة الاعتدال المتنامية، تركت بصماتها على الموسيقى الأمريكية. أُدِّيَ العديد من مؤلفات وورك في عروض الشعراء المنشدين وتجمعات محاربين الحرب الأهلية القدامى. كان أحد أنجح الموسيقيين في عصره، مع أنه منسيٌ إلى حد كبير في الوقت الحاضر، ويمكن مقارنته بستيفن فوستر وجورج فريدريك روت في المبيعات والتأثير الهائل. اشتهر ببراعته في اللهجة الأمريكية الأفريقية والكوميديا الجادة واللحن في كتابة الأغاني.
وُلد وورك لعائلة من ولاية كونيكتيكت في عام 1832، وكانت تنشئته متواضعة وغير تقليدية. كان والده، ألانسون، من دعاة إلغاء العبودية، وناضل بلا كلل لتحرير العبيد الهاربين، وسُجن لفترة وجيزة بسبب ذلك. بدأ هنري مسيرته في الطباعة في شبابه، وهي مسيرة استمرت طوال حياته. تجلى شغفه بالغناء مبكرًا بكتابة قصائد للصحف، مع أنه افتقر إلى التدريب الموسيقي الرسمي. نشر وورك لأول مرة مقطوعة موسيقية كاملة في عام 1853 بعنوان «نحن قادمون يا أخت ماري» (بالإنجليزية: We Are Coming, Sister Mary). وقد دفعه نجاحها المتواضع إلى مواصلة تأليف الأغاني.
بلغت مسيرته الفنية ذروة نجاحها مع اندلاع الحرب الأهلية؛ بدأ وورك في كتابة ألحان وطنية لدار نشر روت آند كادي من شيكاغو، راغبًا في المساهمة في نضال الاتحاد. أُعجب روت بأغنية «المملكة قادمة» (1862) (بالإنجليزية: Kingdom Coming)، فوظفه طوال فترة الحرب، إذ قاد خلالها الشركة إلى ازدهار غير مسبوق وأنتج بعضًا من أشهر أغاني الحرب، وأبرزها أغنية «السير عبر جورجيا» (1865) (بالإنجليزية: Marching Through Georgia).
بعد الحرب، بدأ وورك يخوض غمار فن البَلّاد، وكان أول نتاجه فيه «السفينة التي لم تعد» (1865) (بالإنجليزية: The Ship That Never Returned). أثرت فيه ظروفه العائلية والمالية بنحوٍ كبير عند عودته من رحلة بحرية أوروبية، وتفاقمت بإغلاق روت آند كادي في عام 1871. توقف عن تأليف الأغاني تمامًا لبضع سنوات. عاد إنتاجه الفني للظهور لفترة وجيزة بعد موافقته على التعاون مع تشونسي إم. كادي في عام 1876، محققًا أغنية واحدة ناجحة للغاية، وهي «ساعة الجَدّ» (1876) (بالإنجليزية: Grandfather's Clock). مع ذلك، لم يستطع وورك استعادة شهرته وثروته التي حققها خلال فترة الحرب. توفي وهو شبه منسي في عام 1884.

## الحياة المبكرة
وُلد هنري كلاي وورك، المسمى تيمّنًا برجل الدولة البارز والناطق باسم مجلس النواب السابق هنري كلاي، في الأول من أكتوبر عام 1832 في ميدلتاون، كونيكتيكت. كانت عائلة وورك من أصل إسكتلندي، واسم العائلة مشتق من أولد ورك (بالإنجليزية: Auld Wark)، وهي معقل مهم خلال الحروب الإنجليزية الإسكتلندية. هاجروا إلى شمال أيرلندا لتجنب الاضطهاد الديني. هاجر جوزيف وورك بعد ذلك بوقت قصير إلى الولايات المتحدة في عام 1720، واستقر في أشفورد، كونيكتيكت.

كانت خلفية هنري وورك متواضعة، إذ «قضى أيام صباه على حافة العَوَز» بلا تعليم رسمي يُذكر. انتقل والده ألانسون بالعائلة قريبًا من كوينسي، إلينوي، لتحسين أحوالهم حين كان هنري في الثالثة من عمره فقط. كان «مناهضًا بارزًا للعبودية، لا يعرف الخوف،» إذ حوّل منزل العائلة إلى محطة لشبكة السكة الحديدية تحت الأرض، وهي شبكة للعبيد الهاربين نحو الحرية. حُكم على ألانسون باثني عشر عامًا من الأشغال الشاقة في ولاية ميزوري في عام 1841 لمساعدته آلاف العبيد على الفرار من العبودية. صدر عفو مشروط عنه بعد أربع سنوات، وأُجبر على العودة إلى كونيتيكت والتخلي عن السكة الحديدية. تركت جهود والد هنري وورك انطباعًا مؤثرًا فيه بعد أن أمضى وقتًا طويلًا مع العبيد المحررين. عَلَّق بيرترام جي. وورك في سيرة الملحن الذاتية في عام 1884:
«لا شك في أن هنري كلاي وورك استلهم الكثير من أغانيه من تجارب شبابه. ففي سنواته الأكثر قابليةً للتأثر، تواصل مع العديد من المناهضين البارزين للعبودية، وربما ساعد والده في عمله الإنساني.»
أصبح مُلِمًّا باللهجة الأمريكية الأفريقية والشعر الإنشادي (بالإنجليزية: Minstrelsy)، والأهم من ذلك، تقبّل معاناة العبيد الروتينية. نما وورك ليتشارك مع والده تمسكه بإلغاء العبودية، وهو ما تجلّى في مؤلفاته اللاحقة، التي اتسم العديد منها بـ «غَيْرَة أخلاقية جَليّة».
التحق بدورات غير منتظمة في اللاتينية واليونانية في معهد ميشين أثناء وجوده في إلينوي. وقد عززت هذه الدورات اهتمامه العميق بفقه اللغة؛ ففي سن الثانية عشرة، لاحظ «تقدمه المُعتَبَر» في اختراع لغتين، «إحداهما استُخدمت فيها حروف الإنجليزية لتكوين كلمات جديدة، والأخرى كانت تحتوي على أبجدية خاصة بها». أما في الموسيقى، فقد تعلم وورك ذاتيًا إلى حد كبير، باستثناء بعض الدروس في مدرسة غناء كنسية وحضور اجتماعات المخيمات في حيه. وسرعان ما أَلَمَّ بمبادئ التدوين الموسيقي، إذ ابتكر ألحانًا أصيلة أثناء عمله في مرعى العائلة.
هاجرت عائلة وورك عائدةً إلى ميدلتاون في عام 1845، ملتزمةً بشروط إطلاق سراح ألانسون من السجن، باستثناء هنري الذي بقي عامًا إضافيًا. بدأ على مضض تدريبه ليصبح خياطًا في الرابعة عشرة من عمره، لكن سرعان ما سمح له والده بممارسة مهنة أكثر «ملاءمة لذوقه» في الطباعة، وتخصص في تنضيد الموسيقى الطباعي. لم يبتعد وورك عن هذه المهنة بنحوٍ دائمٍ أبدًا، مما منحه مزيدًا من الحِذْق في اللغة الإنجليزية، وهو أمر لا غنى عنه لمشاريعه في كتابة الأغاني. في أوقات فراغه، كان «تَفَكُّره اليومي» في الكتابة والموسيقى مؤثرًا، إذ كتب العديد من القصائد، وكيَّفها على ألحان، ونشرها في صحف مختلفة.

## مسيرته المهنية المبكرة

### سنوات التكوين
ألّف وورك أغنيته الأولى بكلماتٍ ولحنٍ أصيلين في عام 1853، بعنوان «نحن قادمون يا أخت ماري». وبدلًا من إرسالها إلى «ركن الشعراء» في جريدة وقائع، قدّمها إلى إدوين بّي. كريستي، مؤسس فرقة الشعر الإنشادي الشهيرة التي تحمل اسم مؤسسها في مدينة نيويورك، والتي كانت قد دَشَّنت مسيرة ستيفن فوستر. كان كريستي «راضيًا للغاية» وقدّمها لاحقًا في عروضه، حيث لاقت إشادة مُحترمةً وحظيت ببعض الشعبية. باعها لاحقًا إلى دار النشر المحلية، فيرث وبوند وشركائهما، مقابل أجر وافٍ قدره 25 دولارًا أمريكيًا منحها لوورك. شجعه هذا على السعي «بجهود أكثر طموحًا بصفته ملحنًا»، ونشر أغنية فكاهية بعنوان «ليلي-ويلي ووكن» (بالإنجليزية: Lilly-Wily Woken) لشركة ويليام هول آند صن في نيويورك بعد عامين.
بدأ وورك يشكك في قدراته على كتابة الأغاني، مع أن مسيرته كانت مثمرة إلى حد ما حتى ذلك الحين. أمضى بقية العقد دون نشر أي موسيقى، مفضلًا التركيز على الطباعة حصرًا. لهذا السبب، هاجر إلى شيكاغو في عام 1855، حين كان في الثالثة والعشرين من عمره، وعمل بوظيفة جديدة في الطباعة. تزوج بعد عامين من سارة باركر من ماساتشوستس واشترى كوخًا في هايد بارك. في مارس 1861، ومع تجدد شغفه بكتابة الأغاني، نشر وورك أغنية تُخلّد ذكرى تحطم الباخرة ليدي إلجين، بعنوان «فقيد على متن ليدي إلجين» (بالإنجليزية: Lost on the Lady Elgin)، مُحققةً نجاحًا ضئيلًا.

### خلفية مسيرته المهنية في الحرب الأهلية
نشبت الحرب الأهلية الأمريكية في الشهر التالي، ممهدةً بذلك طريقًا جديدًا لتطلعات وورك. دعا الرئيس أبراهام لينكون 75,000 متطوعًا لقمع تمرد الجنوب بعد قصف حصن سمتر في 12-13 أبريل. وكانت الموسيقى، التي «استنهضت نفسها لمواجهة متطلبات العصر»، عاملًا فعّالًا في رفع معنويات الاتحاد، وحشد المدنيين والجنود، من البيض والسود، حول قضية أمتهم. ويشير إروين سيلبر، المتحمس للموسيقى الشعبية، إلى ما يلي:
«ألهمت مجموعة كبيرة من الأغاني الوطنية جنود ومدنيي ولايات الاتحاد وأثرت فيهم طوال الحرب. تدفق سيل لا ينضب من المؤلفات الموسيقية من أقلامٍ متفانية لعشرات من مؤلفي الأغاني المحترفين ومئات الهواة المتحمسين. [...] وقد لاقت بعض هذه الأغاني وقْعًا وروحًا عبر البلاد مترددةً على شفاه ملايين الأمريكيين.»
وبسبب هذا الطلب المرتفع، بدأت الأغاني الوطنية تتدفق إلى الصحف المحلية وشركات الموسيقى، وكان معظمها مبتذلًا إلى حد ما. ويُقدر نشر ما يقرب من ألفي أغنية بشكل قطعة موسيقية في عام 1861 وحده.
لم تحقق أي شركة نجاحًا مماثلًا في نشر موسيقى الاتحاد لنجاح شركة روت آند كادي الواقع مقرها في شيكاغو، والتي كانت «الشركة الأكبر في [...] تلك الحقبة» و«أغزر شركات إنتاج موسيقى الحرب إنتاجًا». تأسست في عام 1858 بواسطة إبينيزار تي. روت وتشونسي إم. كادي، وأدارها بنحوٍ رئيس جورج فريدريك روت منذ عام 1860 فصاعدًا. كان روت أحد أشهر الملحنين في حقبة الحرب الأهلية، وله ألحان مثل «صرخة المعركة للحرية» (بالإنجليزية: Battle Cry of Freedom) و«المسير! المسير! المسير!» (بالإنجليزية: Tramp! Tramp! Tramp!). كانت شركته تتلقى ما يقارب ستين إسهامًا يوميًا بحلول الأسابيع الأولى للحرب؛ ونشرت أكثر من مئة أغنية طوال فترة الصراع. في الواقع، أصدرت المقطوعة الموسيقية الأولى للاتحاد، «أُطلقت الطلقة الأولى!»، ردًا على الهجوم على حصن سمتر. ومع ذلك، كان الاتحاد لا يزال يفتقر إلى الكثير من الحراك المناهض للعبودية. بعد أن عاد وورك، الذي شهد معاناة العبودية عن كثب، إلى شغفه بكتابة الموسيقى، انجذب إلى شركة روت آند كادي الواقعة في مسقط رأسه بشيكاغو. ودخل في شراكة ناجحة للغاية مع الشركة طوال الحرب وفي السنوات اللاحقة.